# USS Nevada (SSBN-733)
Pour les autres navires du même nom, voir USS Nevada.
L’USS Nevada (SSBN-732) est un sous-marin nucléaire lanceur d’engins de la classe Ohio de l’United States Navy. Il est en service depuis 1986. Il s’agit du quatrième navire de l’US Navy à être nommé USS Nevada en l'honneur de l'état du Nevada.

## Construction et mise en service
Le contrat de construction du Nevada fut accordé à la division Electric Boat de General Dynamics à Groton, dans le Connecticut, le 7 janvier 1981. Sa quille fut posée le 8 août 1983. Il fut lancé le 14 septembre 1985 et placé dans le service actif le 16 août 1986 sous le commandement du capitaine F.W. Rohm pour l'équipage bleu  et du capitaine William Stone pour l'équipage or (équivalent rouge).

## Carrière
Dans la nuit du 1er au 2 août 2006, alors que le Nevada opérait à immersion périscopique dans le détroit de Juan de Fuca, il percuta et coupa un câble de remorquage tiré entre le Phyllis Dunlap, un remorqueur, et une des deux barges qu'il remorquait d'Honolulu, à Hawaï, jusqu'à Seattle dans l'état de Washington. Certaines parties du kiosque du Nevada furent endommagées et un second remorqueur dut venir remorquer la barge dont le câble avait été coupé.
En 2006 et 2007, l'équipage du Nevada reçut la Battle E (en).
En 2008, le Nevada est retourné à la base navale de Puget Sound pour que son combustible nucléaire soit rechargé. Il a achevé cette phase en juillet 2010.